# Рупор
Рупор (нід. roeper, від roepen — кричати)  — труба, за допомогою якої підсилюють гучність звуку або концентрують у необхідному напрямку звукову або електромагнітну енергію.

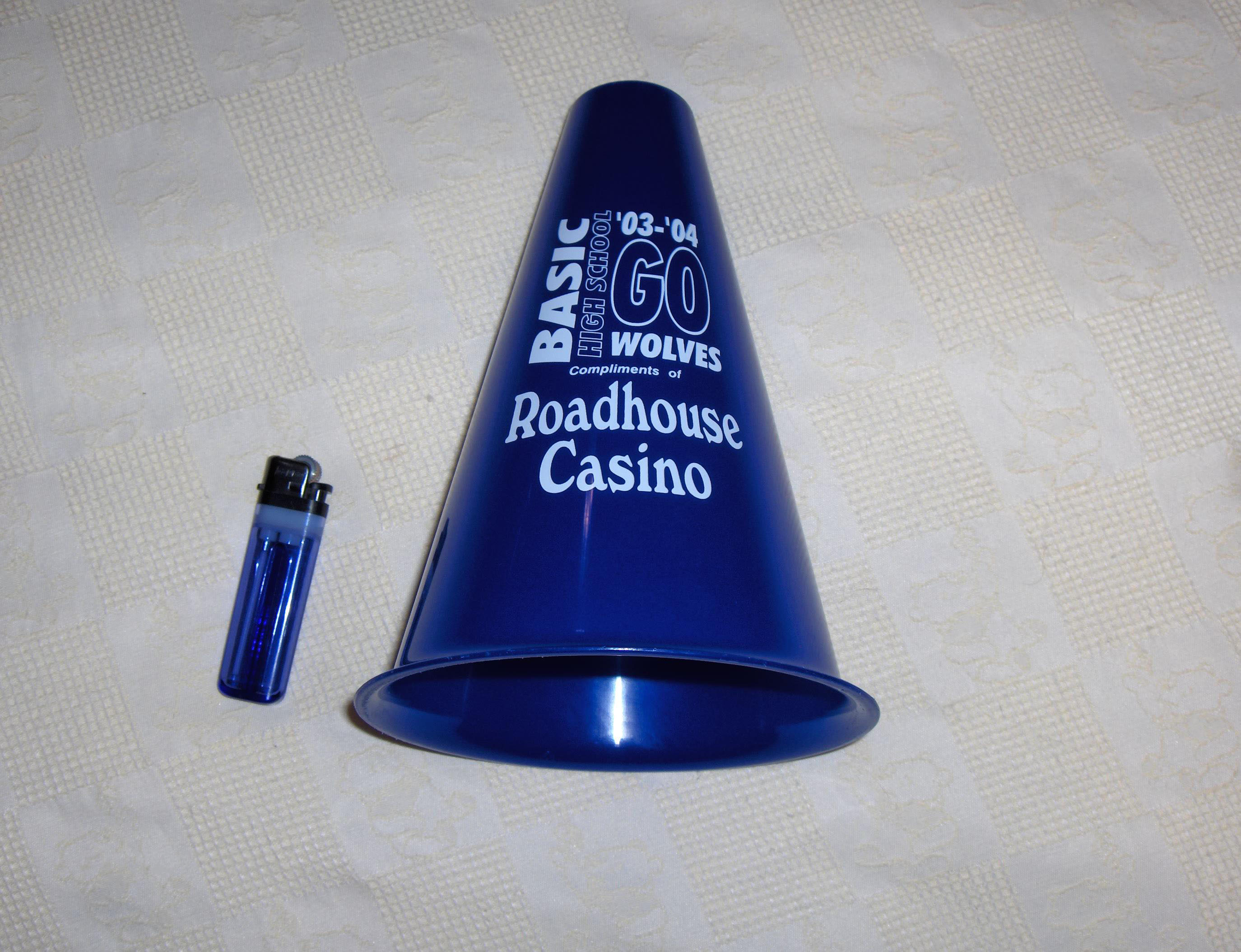

Акустичні рупори застосовують головним чином у рупорних гучномовцях. Рупори, яким підсилюють голос, називаються мегафоном. Електродинамічні рупори використовують як опромінювачі і як самостійні антени переважно для приймання і передавання сантиметрових і міліметрових радіохвиль.
Переносно  — провідник, виразник чиїхось ідей, думок, настроїв тощо.